# شيت كريك
شيت كريك (بالإنجليزية: Schitt's Creek)‏ مسلسل تلفزيوني درامي كوميدي كندي تم بثه على قناة شبكة سي بي سي منذ 13 يناير 2015.

## روابط خارجية
- شيت كريك على موقع IMDb (الإنجليزية)
- شيت كريك على موقع ميتاكريتيك (الإنجليزية)
- شيت كريك على موقع روتن توميتوز (الإنجليزية)
- شيت كريك على موقع نتفليكس (الإنجليزية)
- شيت كريك على موقع كينوبويسك (الروسية)
- شيت كريك على موقع ألو سيني (الفرنسية)
- شيت كريك على موقع قاعدة بيانات الفيلم (الإنجليزية)